# Михель, Артур Иванович
Арту́р Ива́нович Ми́хель (20 июня 1934, Энгельс - 16 декабря 2020, Энгельс) — советский организатор производства. Директор Энгельсского троллейбусного завода имени Урицкого в 1974—1996 годах. Заслуженный работник промышленности СССР (1990). Заслуженный машиностроитель РСФСР (1985). Почётный гражданин города Энгельса (1999).

## Биография
Родился 20 июня 1934 года в городе Энгельс — столице АССР Немцев Повольжья Саратовского края (ныне — Саратовской области).
Окончил Энгельсский машиностроительный техникум (ныне — Энгельсский промышленно-экономический техникум), а затем вечернее отделение Саратовского политехнического института (ныне — Саратовский государственный технический университет). 
Трудовую деятельность начал в 1957 году слесарем-электромонтажником на Энгельсском троллейбусном заводе имени Урицкого (ЗиУ). В дальнейшем занимал различные инженерные и руководящие должности на ЗиУ.
В 1972—1973 годах — помощник генерального директора Волжского автомобильного завода (ВАЗ) В. Н. Полякова в городе Тольятти Куйбышевской (ныне — Самарской) области.
В 1974—1996 годах — директор Энгельсского троллейбусного завода имени Урицкого (с 1993 года — ЗАО «Тролза»), которым бессменно руководил 22 года.
В годы руководства А. И. Михелем завод ежегодно выпускал свыше 2 тысяч единиц машин, энгельсские троллейбусы знали в двухстах городах России и Ближнего зарубежья, а также в Польше, Венгрии, Югославии, Греции, Аргентине, Венесуэле и др.
На посту директора организовал не только эффективное производство троллейбусов, отвечающих мировым стандартам, но и создал фактически ещё один завод, в цехах которого выполнялись заказы Министерства обороны СССР (в 1978 году эти цеха выделились в самостоятельное предприятие — завод спецавтомобилей). Внёс большой вклад не только в развитие производства, но и города, так как уделял пристальное внимание быту работников предприятия: микрорайоны ЗиУ были одними из самых благоустроенных в Энгельсе, а вся социально-бытовая инфраструктура, включая стадион «Торпедо», детский лагерь «Буревестник» и т.д., содержалась в идеальном состоянии.
В течение 20 лет возглавлял Совет директоров города Энгельс. 
Скончался 16 декабря 2020 года в Энгельсе.

## Почётные звания
- Заслуженный машиностроитель РСФСР (13.02.1985).
- Заслуженный работник промышленности СССР (18.06.1990) — за большой личный вклад в разработку и внедрение новых моделей троллейбусов и достижение предприятием высоких технико-экономических показателей[3].
- Почётный гражданин города Энгельс (1999).

## Награды
- орден Трудового Красного Знамени;
- орден Дружбы народов (25.04.1994)[4] — за большой личный вклад в развитие машиностроения, разработку и освоение новой техники, успешное сотрудничество с зарубежными фирмами;
- орден «Знак Почёта»;
- медали.